# Deposición de vapor mediante procesos químicos organometálicos

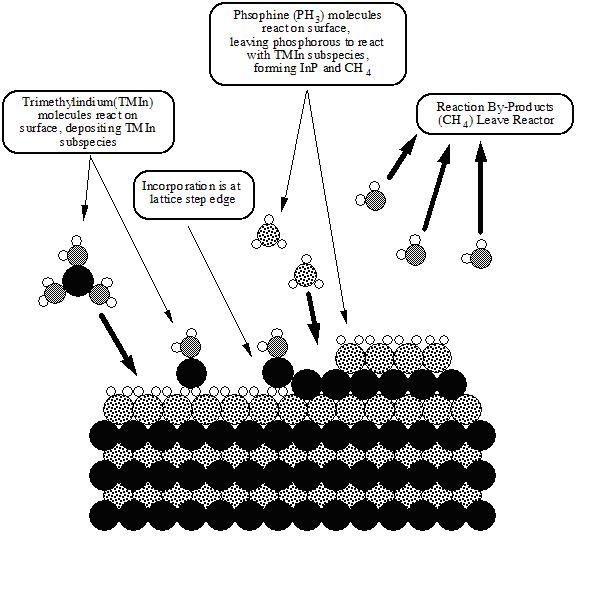
Esquema del proceso de deposición.

La epitaxia metalorgánica en fase de vapor (del inglés, Metalorganic vapour phase epitaxy- MOVPE) es un método de deposición química vaporosa con el que se produce un crecimiento epitaxial de ciertos materiales, en concreto de los         compuestos semiconductores originados a raíz de una reacción en la superficie de compuestos orgánicos y metalorgánicos, y también de hidruros de metal que poseen una serie de elementos químicos concretos. Por ejemplo, el fosfuro de indio podría desarrollarse en un reactor sobre un sustrato introduciendo trimetilindio ((CH3)3In) y fosfina (PH3). Otros nombres con los que se define este proceso son: epitaxia organometálica en fase de vapor   (OMVPE), deposición química metalorgánica de vapor (MOCVD) y deposición química organometálica en fase de vapor (OMCVD). La formación de la capa epitaxial se produce por una pirólisis de los productos químicos constitutivos de la superficie del sustrato.  A diferencia de la epitaxia de radiación molecular (MBE), el crecimiento de cristales se debe a una reacción química y no a una deposición física.  Además, este proceso no se desarrolla en vacío, sino en una atmósfera de gas a presiones moderadas (de 2 a 100 kPa). Se prefiere emplear esta técnica para la elaboración de dispositivos que incorporen aleaciones  metaestables termodinámicamente. Así, se ha convertido en el procedimiento elegido a la hora de fabricar láser de diodo, células solares, y LEDs.

## Componentes del reactor
Un reactor es una cámara elaborada con un tipo de material que no reacciona con los productos químicos con los que se está trabajando en el momento de su uso y que, además, soporta elevadas temperaturas.
Esta cámara se compone principalmente de paredes reactoras, un revestimiento, un susceptor, y unidades de inyección de gas y de control de temperatura. Generalmente, las paredes reactoras están hechas de acero inoxidable o cuarzo. Para evitar un recalentamiento de éstas, debe haber en los canales interiores de las paredes un flujo constante de agua fría. A menudo, se utilizan como revestimientos entre la pared reactora y el susceptor minerales como el cuarzo o materiales de cerámica, y se asienta el susceptor en un sustrato cuya temperatura va a estar controlada. El susceptor está formado por un material resistente a los componentes metalorgánicos empleados, como es el grafito entre otros. Para el crecimiento de nitritos y materiales relativos, se requiere un revestimiento especial en el susceptor de grafito que evite que se produzca una corrosión a causa del gas amoníaco (NH3). 
- Entrada de gases y sistema interruptor. El gas es introducido a través de unos mecanismos denominados 'bubblers' en los cuales un gas portador (por lo general nitrógeno o hidrógeno) es conducido en forma de burbuja hacia el líquido metalorgánico, que recoge vapor metalorgánico y lo transporta hasta el reactor. La cantidad de vapor metalorgánico transportado depende de la proporción de flujo de gas portador y de la temperatura a la que se encuentre el 'burbujeador'; normalmente la temperatura suele controlarse automáticamente y con gran precisión a través del empleo de un sistema de control de vapor de tipo Piezocon. No obstante, se debe ser cuidadoso cuando se trata de vapores saturados.

- Sistema de control de presión.

- Sistema de combustión y limpieza de gases. Los productos tóxicos de desecho deben convertirse a desechos líquidos  para que puedan ser recogidos o, preferiblemente, reciclados. Idealmente, estos procedimientos están destinados a reducir al mínimo la producción de productos de desecho.

## Precursores organometálicos
- Aluminio
  - Trimetilaluminio (TMA o TMAl), Líquido
  - Trietilaluminio (TEA o TEAl), Líquido

- Galio
  - Trimetilgalio (TMG o TMGa), Líquido
  - Trietilgalio (TEG o TEGa), Líquido

- Indio
  - Trimetilindio (TMI o TMIn), Sólido
  - Trietilindio (TEI o TEIn), Líquido
  - Diisopropil metilindio (DIPMeIn), Líquido
  - Etil dimetilindio (EDMIn), Líquido

- Germanio
  - Isobutil de germanio (IBGe), Liquid
  - Tricloruro Dimetilamino de Germanio  (DiMAGeC), Líquido
  - Tetrametil germanio (TMGe), Líquido
  - Tetraetil germanio (TEGe), Líquido

- Nitrógeno
  - Fenilhidrazina, Líquido
  - Dimetilhidrazina (DMHy), Líquido
  - Tributilamina (TBAm), Líquido
  - Amoníaco NH3, Gas

- Fósforo
  - Fosfina PH3, Gas
  - Tributilfosfine (TBP), Líquido
  - Bisfosfinoetano (BPE), Líquido

- Arsénico
  - Arsina AsH3, Gas
  - Tributilarsina (TBAs), Líquido
  - Monoetilarsina (MEAs), Líquido
  - Trimetilarsina (TMAs), Líquido

- Antimonio
  - Trimetilantimonio (TMSb), Líquido
  - Trietilantimonio (TESb), Líquido
  - Tri-isopropyl antimonio (TIPSb), Líquido
  - Estibina SbH3, Gas

- Cadmio
  - Dimetil cadmio (DMCd), Líquido
  - Dietil cadmio (DECd), Líquido
  - Metil alil cadmio (MACd), Líquido

- Telurio
  - Dimetil telurio (DMTe), Líquido
  - Dietil telurio (DETe), Líquido
  - Diisopropil telurio (DIPTe), Líquido

- Selenio
  - Dimetil selenio (DMSe), Líquido
  - Dietil selenio (DESe), Líquido
  - Diisopropil selenio (DIPSe), Líquido

- Zinc
  - Dimetilzinc (DMZ), Líquido
  - Dietilzinc (DEZ), Líquido

## Semiconductores desarrollados mediante MOVPE

### Semiconductores III-V
- AlGaAs
- AlGaInP
- AlGaN
- AlGaP
- GaAsP
- GaAs
- GaN
- GaP
- InAlAs
- InAlP
- InSb
- GaInN
- GaInAlAs
- GaInAlN
- GaInAsN
- GaInAsP
- GaInAs
- GaInP
- InN
- InP

### Semiconductores II-VI
- Seleniuro de zinc (ZnSe)
- HgCdTe
- ZnO
- Sulfuro de zinc (ZnS)

### Semiconductores IV
- Si
- Ge
- Silicio tensionado

### Semiconductores IV-V-VI
- GeSbTe

### Medio ambiente, salud y seguridad
Debido a que la técnica MOVPE se ha convertido en una tecnología de producción muy practicada, se están incrementando del mismo modo las preocupaciones que tienen que ver con sus efectos en la seguridad personal y social, su impacto sobre el medio ambiente, y la cantidad máxima permisible de materiales peligrosos (como gases y productos metalorgánicos) originados tras las diferentes operaciones de fabricación de los reactores. Tanto la seguridad como el cuidado responsable del medio ambiente se han convertido en factores de suma importancia cuando se trata de formaciones de cristales en compuestos semiconductores ua vez empleado el procedimiento MOVPE.